# Neotrichia lucrecia
Neotrichia lucrecia är en nattsländeart som beskrevs av Angrisano 1995. Neotrichia lucrecia ingår i släktet Neotrichia och familjen smånattsländor. Inga underarter finns listade i Catalogue of Life.